# Ellemijn Veldhuijzen van Zanten
Ellemijntje Ida Marieke (Ellemijn) Veldhuijzen van Zanten (Delft, 15 februari 1968) is een Nederlands actrice en columniste. Ze speelde onder andere in Zonder Ernst, Rozengeur & Wodka Lime en was jurylid van Lama Gezocht.
Na het behalen van haar gymnasiumdiploma op het Coornhert Gymnasium te Gouda volgt ze opleidingen aan de toneelscholen in Eindhoven en Maastricht, die ze beide niet afmaakt. Volgens haar "hoort dat als je talent hebt".
In 1998 werd ze vast panellid van het NCRV-programma Zo Vader, Zo Zoon. Ook was ze te zien in komedieseries als Sam Sam, Kees & Co en Samen.
Veldhuijzen van Zanten was ook voice-over in Deal or No Deal.

## Filmografie
- 1990 - Glad IJs - teamlid
- 1991 - Laat maar zitten - Kim (Afl. Kok in het nauw & Onmens en gevoelens)
- 1992-1998 - Zonder Ernst - Klaartje Valkenburg
- 1994 - Vrienden voor het leven - Tinie (Afl. De Test)
- 1996 - Studio nonsens - Vaste rol (1996)
- 1996 - Sam Sam - Knorrie (Afl. Roet in het eten)
- 1997 - Kees & Co: De Blauwe Envelop - Christien
- 2000 - Verkeerd verbonden - Nicole
- 2001 - Dok 12 - Zoey Holleman (afl. Dood Duits meisje)
- 2005 - Rozengeur & Wodka Lime - Eva de Ridder
- 2005 - Samen - Zinzi Ladderak
- 2006 - Absolutely Positive - Tante Marie
- 2007 - Deal or No Deal - Voice-over
- 2009 - Flikken Maastricht - Elly (Afl. Eeuwige trouw)
- 2023 - Happy Single - Betsy